# Vlag van Heusden (gemeente)

Vlag van de gemeente Heusden

Vlag van de gemeente Heusden (1968-2000)

Officieuze vlag van de gemeente Heusden (voor 1968)

De vlag van Heusden is op 8 februari 2000 vastgesteld als de gemeentelijke vlag van de Noord-Brabantse gemeente Heusden. Deze verving de voorgaande vlag, nadat de gemeenten Drunen en Vlijmen waren toegevoegd. De beschrijving van de vlag luidt als volgt:
De vlag heeft twee banen van gelijke hoogte in blauw en geel, aan de hijszijde in omgekeerde kleuren, met op de scheiding van broeking en vlucht een zesspakig wiel, in rood over de gele vlakken en in geel over de blauwe vlakken.
De vlag is afgeleid van de vlaggen die de gemeenten voor samenvoeging voerden.

## Voorgaande vlag
De voorgaande vlag bestond uit twee banen in rood en geel, met daaroverheen een zesspakig wiel, van het een in het ander, en was aangenomen op 22 april 1968.

## Officieuze vlag
Sierksma beschreef in 1962 een officieuze vlag die door de bevolking werd gebruikt. Deze had twee banen van gelijke hoogte in rood en geel.

## Verwante symbolen

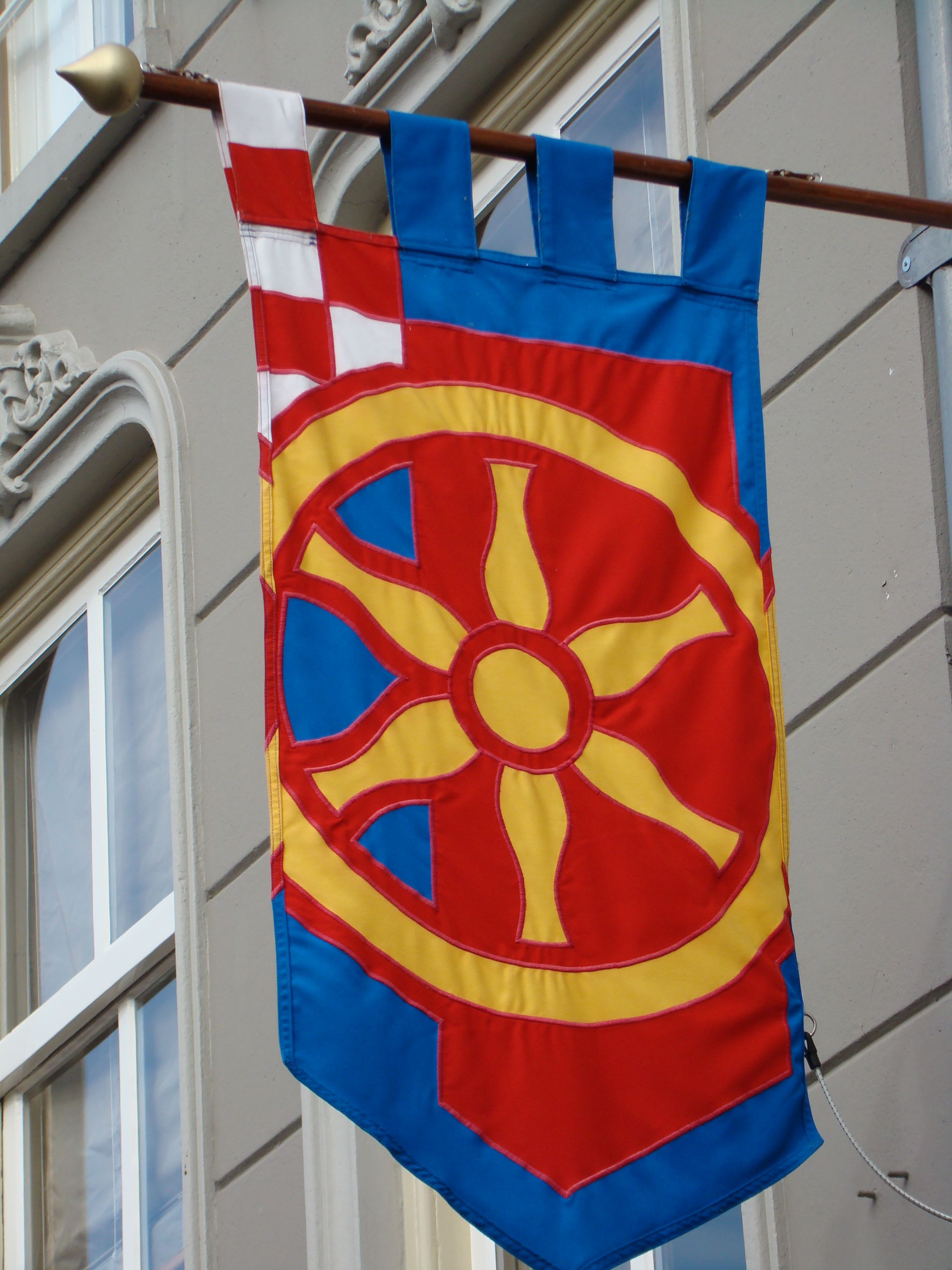
Banieren in de vesting
Het wapen van Heusden
De vlag van Drunen
De vlag van Vlijmen